# Strukturno inženjerstvo
Strukturno inženjerstvo ili konstrukcijsko inženjerstvo je potdisciplina građevinskog inženjerstva u kojoj su strukturni inženjeri obučeni za projektovanje 'kostiju i mišića' koji stvaraju formu i oblik veštačkih struktura. Strukturni inženjeri moraju da razumeju i proračunaju stabilnost, jačinu i krutost izgrađenih konstrukcija za zgrade i nestambene objekate. Strukturni nacrti su integrisani sa projektima drugih dizajnera, kao što su arhitekte i inženjeri građevinskih usluga, i oni često nadgledaju izgradnju projekata od strane izvođača radova na gradilištu. Oni takođe mogu da budu uključeni u dizajn mašina, medicinske opreme i vozila, gde strukturni integritet utiče na funkcionisanje i bezbednost.
Teorija strukturnog inženjerstva je bazirana na primeni fizičkih zakona i empirijskog poznavanja strukturnih performansi različitih materijala i geometrija. Strukturno inženjerstvo koristi brojne relativno jednostavne konstrukcijske elemente za izgradnju složenih strukturnih sistema. Inženjeri građevine odgovorni su za kreativno i efikasno korišćenje sredstava, strukturalnih elemenata i materijala za postizanje ovih ciljeva.

## Istorija
Strukturno inženjerstvo datira unazad iz 2700. p. n. e., kada je Imhotep, prvi inženjer u istoriji koji je poznat po imenu, sagradio stepenastu piramidu za faraona Džosera. Piramide su bile najčešće glavne građevine koje su izgradile drevne civilizacije, jer je strukturni oblik piramide sam po sebi stabilan i može se gotovo beskonačno skalirati (za razliku od većine drugih strukturalnih oblika, koji se ne mogu linearno povećavati srazmerno povećanim opterećenjima).
Strukturna stabilnost piramide, koja se delom proističe iz njenog oblika, takođe se oslanja na čvrstoću kamena od kojeg je izgrađena i na sposobnost podrške njene težine kamenom iznad nje. Krečnjački blokovi često su uzimani iz kamenoloma u blizini gradilišta i imaju kompresivnu čvrstoću od 30 do 250 . Stoga, strukturna čvrstoća piramide proizlazi iz svojstava kamenog materijala od kojeg je izgrađena, a ne samo iz geometrije piramide.
Kroz drevnu i srednjovekovnu istoriju većinu arhitektonskog projektovanja i izgradnje izvodile su zanatlije, poput zidara i stolara, izdižući se ulozi majstora graditelja. Nije postojala teorija struktura, a razumevanje načina na koji su strukture stajale bilo je krajnje ograničeno i zasnovano gotovo u potpunosti na empirijskim dokazima „onoga što se radilo ranije”. Znanje su zadržavali cehovi i retko je bilo potiskivano naprecima. Strukture su se ponavljale, a povećanja u skali su bila postepena.
Ne postoje podaci o prvim proračunima čvrstoće konstrukcijskih elemenata ili ponašanju konstrukcijskog materijala. Profesija građevinskog inženjera se zapravo oblikovala tokom industrijske revolucije i ponovnim pronalaskom betona (pogledajte istoriju betona. and is the most widely used building material. Fizičke nauke u osnovi strukturnog inženjerstva počele su da se razvijaju tokom renesanse i od tada su se razvile u računarske aplikacije počevši od 1970-ih.

## Literatura
- Hibbeler, R. C (2010). Structural Analysis. Prentice-Hall..
- Blank, Alan; McEvoy, Michael; Plank, Roger (1993). Architecture and Construction in Steel. Taylor & Francis. ISBN 0-419-17660-8..
- Hewson, Nigel R (2003). Prestressed Concrete Bridges: Design and Construction. Thomas Telford. ISBN 0-7277-2774-5..
- Heyman, Jacques (1999). The Science of Structural Engineering. Imperial College Press. ISBN 1-86094-189-3..
- Hosford, William F (2005). Mechanical Behavior of Materials. Cambridge University Press. ISBN 0-521-84670-6..
- Blockley, David (2014). A Very Short Introduction to Structural Engineering. Oxford University Press. ISBN 978-0-19967193-9..
- Bradley, Robert E.; Sandifer, Charles Edward. Leonhard Euler: Life, Work and Legacy. Elsevier. 2007. ISBN 978-0-444-52728-8..
- Chapman, Allan.. (2005). England's Leornardo: Robert Hooke and the Seventeenth Century's Scientific Revolution. CRC Press. ISBN 0-7503-0987-3.
- Dugas, René (1988). A History of Mechanics. Courier Dover Publications. ISBN 0-486-65632-2..
- Feld, Jacob; Carper, Kenneth L (1997). Construction Failure. John Wiley & Sons. ISBN 0-471-57477-5..
- Galilei, Galileo. (translators: Crew, Henry; de Salvio, Alfonso). Dialogues Concerning Two New Sciences. Courier Dover Publications. 1954. ISBN 0-486-60099-8..
- Kirby, Richard Shelton (1990). Engineering in History. Courier Dover Publications. ISBN 0-486-26412-2..
- Heyman, Jacques (1998). Structural Analysis: A Historical Approach. Cambridge University Press. ISBN 0-521-62249-2..
- Labrum, E.A.. (1994). Civil Engineering Heritage. Thomas Telford. ISBN 0-7277-1970-X..
- Lewis, Peter R (2004). Beautiful Bridge of the Silvery Tay. Tempus..
- Mir, Ali (2001). Art of the Skyscraper: the Genius of Fazlur Khan. Rizzoli International Publications. ISBN 0-8478-2370-9..
- Rozhanskaya, Mariam; Levinova, I. S. . "Statics" in Morelon, Régis & Rashed, Roshdi . Encyclopedia of the History of Arabic Science, 'vol. 2–3'. Routledge. 1996. ISBN 0-415-02063-8..
- Whitbeck, Caroline (1998). Ethics in Engineering Practice and Research. Cambridge University Press. ISBN 0-521-47944-4..
- Hoogenboom P.C.J..  Discrete Elements and Nonlinearity in Design of Structural Concrete Walls. 1998. ISBN 90-901184-3-8., Section 1.3 Historical Overview of Structural Concrete Modelling, .
- Nedwell, P.J.; Swamy, R.N.(ed). Ferrocement:Proceedings of the Fifth International Symposium. Taylor & Francis. 1994. ISBN 0-419-19700-1..
- International Journal of Emergency Management, ISSN 1741-5071 (electronic) ISSN 1471-4825 (paper), Inderscience Publishers
- „Journal of Homeland Security and Emergency Management”. ISSN 1547-7355. Архивирано из оригинала 25. 08. 2007. г. , Bepress
- „Australian Journal of Emergency Management”. ISSN 1324-1540. Архивирано из оригинала 15. 09. 2008. г. (electronic)  (paper), Emergency Management Australia
- Karanasios, S. (2011). In R. Heeks & A. Ospina (Eds.). Manchester: Centre for Development Informatics, University of Manchester
- „The ALADDIN Project”. Архивирано из оригинала 09. 03. 2009. г., a consortium of universities developing automated disaster management tools
- Emergency Management Australia (2003). Community Developments in Recovering from Disaster. Commonwealth of Australia, Canberra.
- Plan and Preparation: Surviving the Zombie Apocalypse, (paperback), CreateSpace, Introductory concepts to planning and preparing for emergencies and disasters of any kind.
- Bates and Jackson, 1980, Glossary of Geology: American Geological Institute.
- Krynine and Judd, 1957, Principles of Engineering Geology and Geotechnics: McGraw-Hill, New York.
- Holtz, R. and Kovacs, W. (1981). An Introduction to Geotechnical Engineering. Prentice-Hall, Inc. ISBN 0-13-484394-0..
- Bowles, J. (1988). Foundation Analysis and Design. McGraw-Hill Publishing Company. ISBN 0-07-006776-7..
- Cedergren, Harry R. (1977). Seepage, Drainage, and Flow Nets. Wiley. ISBN 0-471-14179-8..
- Kramer, Steven L. (1996). Geotechnical Earthquake Engineering. Prentice-Hall, Inc. ISBN 0-13-374943-6..
- Freeze, R.A. & Cherry, J.A. (1979). Groundwater. Prentice-Hall. ISBN 0-13-365312-9..
- Lunne, T. & Long, M.,(2006), Review of long seabed samplers and criteria for new sampler design, Marine Geology, Vol 226, p. 145–165
- Mitchell, James K. & Soga, K. (2005). Fundamentals of Soil Behavior (3rd изд.). Wiley. ISBN 978-0-471-46302-3., John Wiley & Sons, Inc.
- Rajapakse, Ruwan., (2005), Pile Design and Construction. 2005. ISBN 0-9728657-1-3.
- Fang, H.-Y. and Daniels, J. (2005). Introductory Geotechnical Engineering : an environmental perspective. Taylor & Francis. ISBN 0-415-30402-4..
- „NAVFAC (Naval Facilities Engineering Command) (1986) Design Manual 7.01, Soil Mechanics” (PDF). Архивирано из оригинала (PDF) 03. 07. 2008. г., US Government Printing Office
- „NAVFAC (Naval Facilities Engineering Command) (1986) Design Manual 7.02, Foundations and Earth Structures” (PDF). Архивирано из оригинала (PDF) 21. 05. 2011. г., US Government Printing Office
- NAVFAC (Naval Facilities Engineering Command) (1983) Design Manual 7.03, Soil Dynamics, Deep Stabilization and Special Geotechnical Construction, US Government Printing Office
- Terzaghi, K., Peck, R.B. and Mesri, G. (1996). Soil Mechanics in Engineering Practice (3rd изд.). John Wiley & Sons. ISBN 0-471-08658-4., John Wiley & Sons, Inc.
- Santamarina, J.C., Klein, K.A., & Fam, M.A. (2001), "Soils and Waves: Particulate Materials Behavior, Characterization and Process Monitoring", Wiley,  978-0-471-49058-6
- Firuziaan, M. and Estorff, O., (2002), "Simulation of the Dynamic Behavior of Bedding-Foundation-Soil in the Time Domain", Springer Verlag.
- „What is Civil Engineering?”. The Canadian Society for Civil Engineering. Архивирано из оригинала 12. 8. 2007. г. Приступљено 8. 8. 2007.
- „Civil engineering”. Encyclopædia Britannica. Приступљено 9. 8. 2007.
- „Working in the Public Sector Versus Private Sector for Civil Engineering Professionals”. The Civil Engineering Podcast. Engineering Management Institute. 5. 6. 2019.
- Blockley, David (2014). Structural Engineering: a very short introduction. New York: Oxford University Press. ISBN 978-0-19-967193-9.
- Chen, W.F.; Liew, J.Y. Richard, ур. (2002). The Civil Engineering Handbook. CRC Press. ISBN 978-0-8493-0958-8.
- Muir Wood, David (2012). Civil Engineering: a very short introduction. New York: Oxford University Press. ISBN 978-0-19-957863-4.
- Ricketts, Jonathan T.; Loftin, M. Kent; Merritt, Frederick S., ур. (2004). Standard handbook for civil engineers (5 изд.). McGraw Hill. ISBN 978-0-07-136473-7.

## Spoljašnje veze
- -author= -